# Oldenlandia subtilior
Oldenlandia subtilior är en måreväxtart som beskrevs av Herbert Fuller Wernham. Oldenlandia subtilior ingår i släktet Oldenlandia och familjen måreväxter.
Artens utbredningsområde är Vietnam. Inga underarter finns listade i Catalogue of Life.